# Wu I
Wu I (čínsky pchin-jinem Wú Yí, znaky 吴仪; * 11. listopadu 1938, Wu-chan, Čína) je čínská politička, bývalá místopředsedkyně vlády Čínské lidové republiky a členka politického byra ÚV Komunistické strany Číny. Je známá jako "železná dáma". V letech 2004, 2005 a 2007 ji časopis Forbes zvolil druhou nejmocnější ženou na světě.

## Kariéra
Roku 1962 vstoupila do Komunistické strany Číny. V roce 1988 byla zvolena zástupkyní starosty Pekingu, a tuto pozici zastávala až do roku 1991. Při masakru na náměstí Nebeského klidu roku 1989 přesvědčila Wu I pracovníky, aby dál neprotestovali.
Od roku 1991 držela post náměstkyně ministra zahraničního obchodu a ekonomické spolupráce, od roku 1993 povýšila na ministryni téhož ministerstva. V roce 1998 se stala členkou státní rady a v březnu 2003 byla jmenována vicepremiérkou čínské vlády. Stala se jednou z prvních žen, která tuto pozici držela. V červnu 2007 po smrti prvního místopředsedy vlády Chuang Ťüa zaujala jeho pozici. Ve vládě dohlížela na ekonomiku země. Přiměřeně k funkcím ve státním aparátu postupovala i ve straně, v letech 1992–2007 byla členkou ústředního výboru a v letech 2002–2007 politbyra.
Zasloužila se o vstup Číny do Světové obchodní organizace. Wu I bojuje za zlepšení bezpečnosti potravin.
V březnu 2008 odešla z vlády, od té doby nezastává žádné oficiální funkce.